# Тетіїв
Теті́їв  — місто в Україні, в Білоцерківському районі Київської області, адміністративний центр Тетіївської міської громади. Розташоване на обох берегах річки Роська (притока Росі) за 67 км на південний захід від міста Біла Церква. Через місто проходить автошлях Р17. Населення становить 12 640 осіб (станом на 1 січня 2022 р.).

## Населення
15111 (2001)

### Національний склад
Розподіл населення за національністю за даними перепису 2001 року:
| Національність  | Відсоток |
| --------------- | -------- |
| українці        | 97,01%   |
| росіяни         | 2,32%    |
| білоруси        | 0,21%    |
| поляки          | 0,13%    |
| інші/не вказали | 0,33%    |

### Мовний склад
Рідна мова населення за даними перепису 2001 року:
| Мова            | Чисельність, осіб | Частка |
| --------------- | ----------------- | ------ |
| Українська      | 14 760            | 97,68% |
| Російська       | 311               | 2,06%  |
| Білоруська      | 18                | 0,12%  |
| Румунська       | 11                | 0,07%  |
| Вірменська      | 4                 | 0,03%  |
| Болгарська      | 1                 | 0,01%  |
| Польська        | 1                 | 0,01%  |
| Інші/Не вказали | 5                 | 0,02%  |
| Разом           | 15 111            | 100%   |

## Транспорт
Через місто проходить залізниця Козятин-Жашків, є дві залізничних станції: Тетіїв і Слобідський Пост (в західній частині міста — «на Слободі», за річкою). Станція Тетіїв — більша, є великий зал і каса.
Діє автостанція.

## Основні пам'ятки
Каплиця Свейковських
На початку 19 століття в Тетієві побудували кам'яний парафіяльний костел Успіння Пресвятої Діви Марії. Поруч з костелом була зведена каплиця, яка згодом служила родовою усипальницею для сім'ї Свейковських. Каплиця на сьогодні збереглася в доброму стані і є пам'яткою архітектури національного значення. 11 березня 2006 року католики Тетієва отримали ключі від каплиці. Каплиця побудована в античному стилі. Перед входом знаходиться чотириколонний іонічний портик з написом польською «Tym którzy zmartwychwstana» («Тим, хто постане з мертвих») та трикутним фронтоном із хрестом. Над кованими дверима — герб та польськомовний напис «Гроби родини Свейковських».
Каплиця — це все, що залишилося від тетіївського костелу Успіння Пресвятої Діви Марії, який за радянських часів був переобладнаний на клуб, потім на будинок піонерів, і врешті решт став заводським цехом заводу «Електронмаш». А каплиця служила в ті часи складом для заводу.
Залишки костелу Успіння Пресвятої Діви Марії
Костел Успіння Пресвятої Діви Марії змурований у 20-х роках XIX ст. на місці давнього дерев'яного. Оздобленням костелу була гранітна скульптура св. Яна Непомуцького, а на головних дверях викарбувані літери N.P.M. Хоча, згідно зі Словником Географічним королівства польського зазначено, що …"Латины имеют в Тетиеве свой костел приходской каменный им. св. Яна Непомуцена, построенный в текущем столетии (XIX)". В радянські часи костел став частиною заводу «Електронмаш». Незважаючи на цей факт добре збереглися архітектурні елементи костелу, що дає можливість відреставрувати його і місто може отримати архітектурну пам'ятку з двухсотрічною історією.
Пам'ятник на честь отримання Магдебурзького права
Пам'ятник споруджено 2 травня 2016 року в міському парку на честь 410 річниці з часу отримання Тетієвом привілею на самоврядування за Магдебурзьким правом.
Пам'ятний знак на місці Тетіївської ратуші
Пам'ятний знак встановлено 2 травня 2016 року в міському парку на місці, де на початку 17 ст. була збудована Тетіївська ратуша.
Ратуша була невід'ємною умовою отримання містом самоврядування за Магдебурзьким правом, і за 400 років в її стінах відбувалися найбільш значущі для міста історичні події. 13 та 14 травня в Тетієві зупинявся останній король Польщі Станіслав Август, який в тому числі побував і в Тетіївській ратуші. Під час свого походу на Волинь гетьман Богдан Хмельницький виступив перед жителями Тетієва з балкону Тетіївської ратуші.
Курган «Красна могила»
З тих давніх часів збереглося біля Тетієва чотири кургани, але тільки два з них мають назви: «Красна Могила» і «Зелена Корчма». Район кургану «Красна Могила» — це найдавніше місце Тетієва, місце найдавніших поховань мешканців міста.
Краєзнавці описували легенду, згідно з якою в давні часи на місці Тетієва стояло місто Тимошня. Це місто ще не було християнським. Тимошню зруйнували, але мешканці встигли закопати свої скарби поруч з могилою, яка в 19 столітті називалася Красна. У 1830 році поруч з могилою знайшли великий скарб, який складався з монет у формі риб'ячої луски і зерна.
Млин «Порхун»
Водяний цегельний млин, а також гребля з двома мостами були побудовані німецькими колоністами ще в 1812 році.  
Ця місцевість отримала назву «Порхун», тому що вода порхала весною, тобто шуміла.  

До 1917 року власником млина був Гаврило Васильович Цуцман. Сам млин працював до 1941 року. 

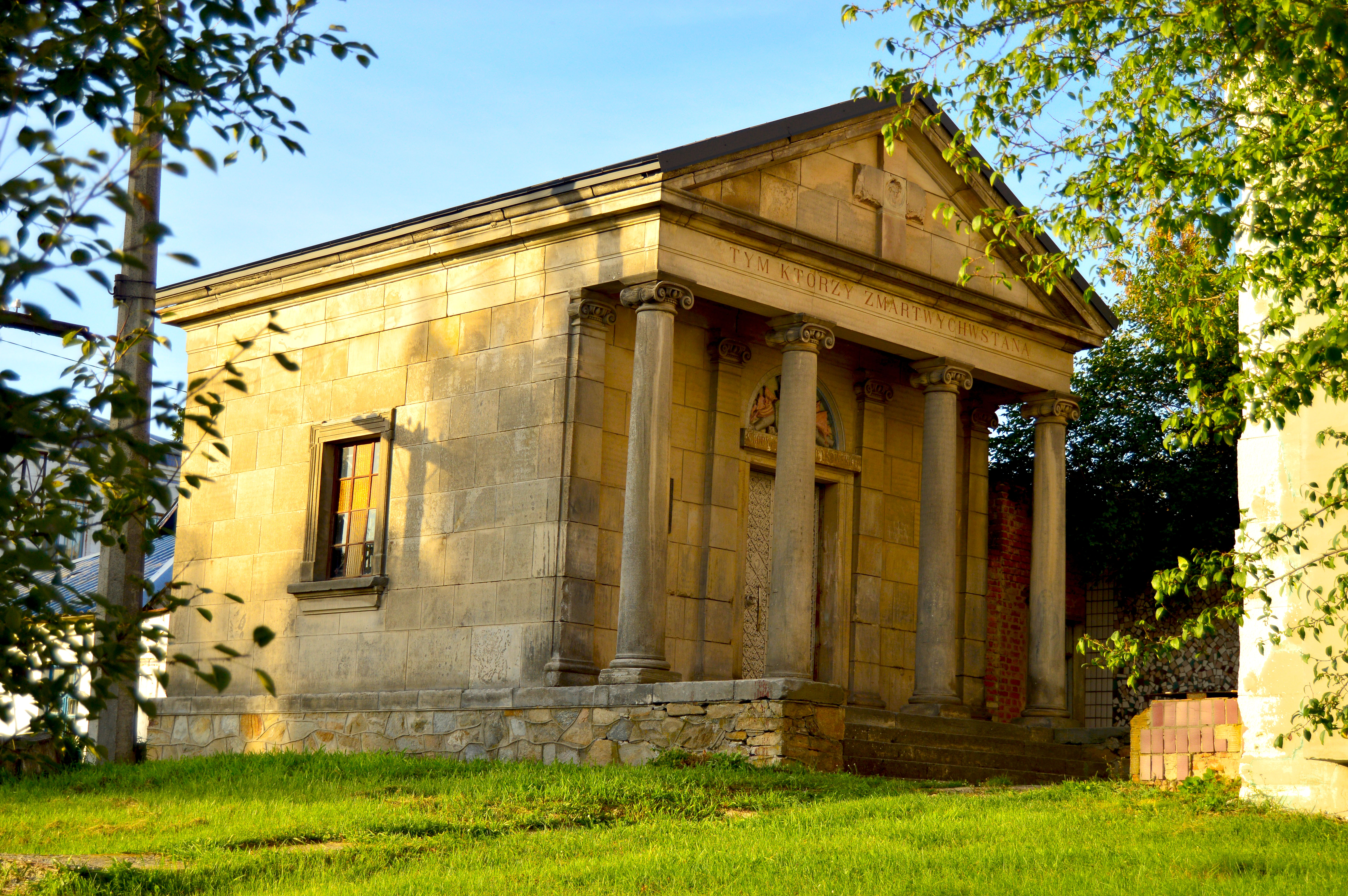
Каплиця Свейковських
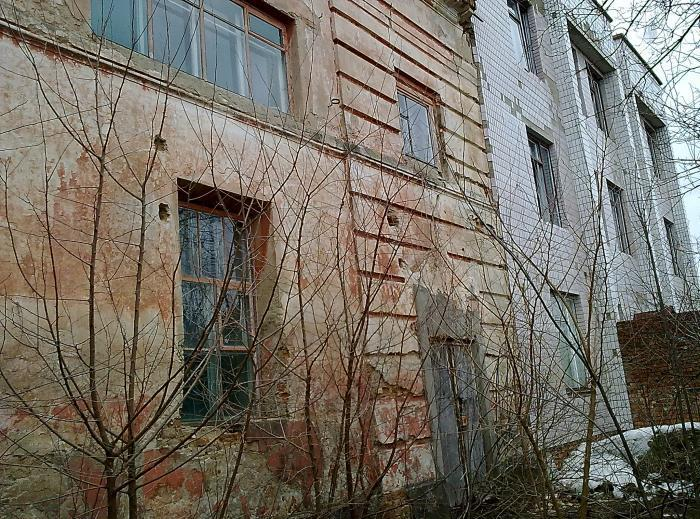
Залишки костелу Успіння Пресвятої Діви Марії
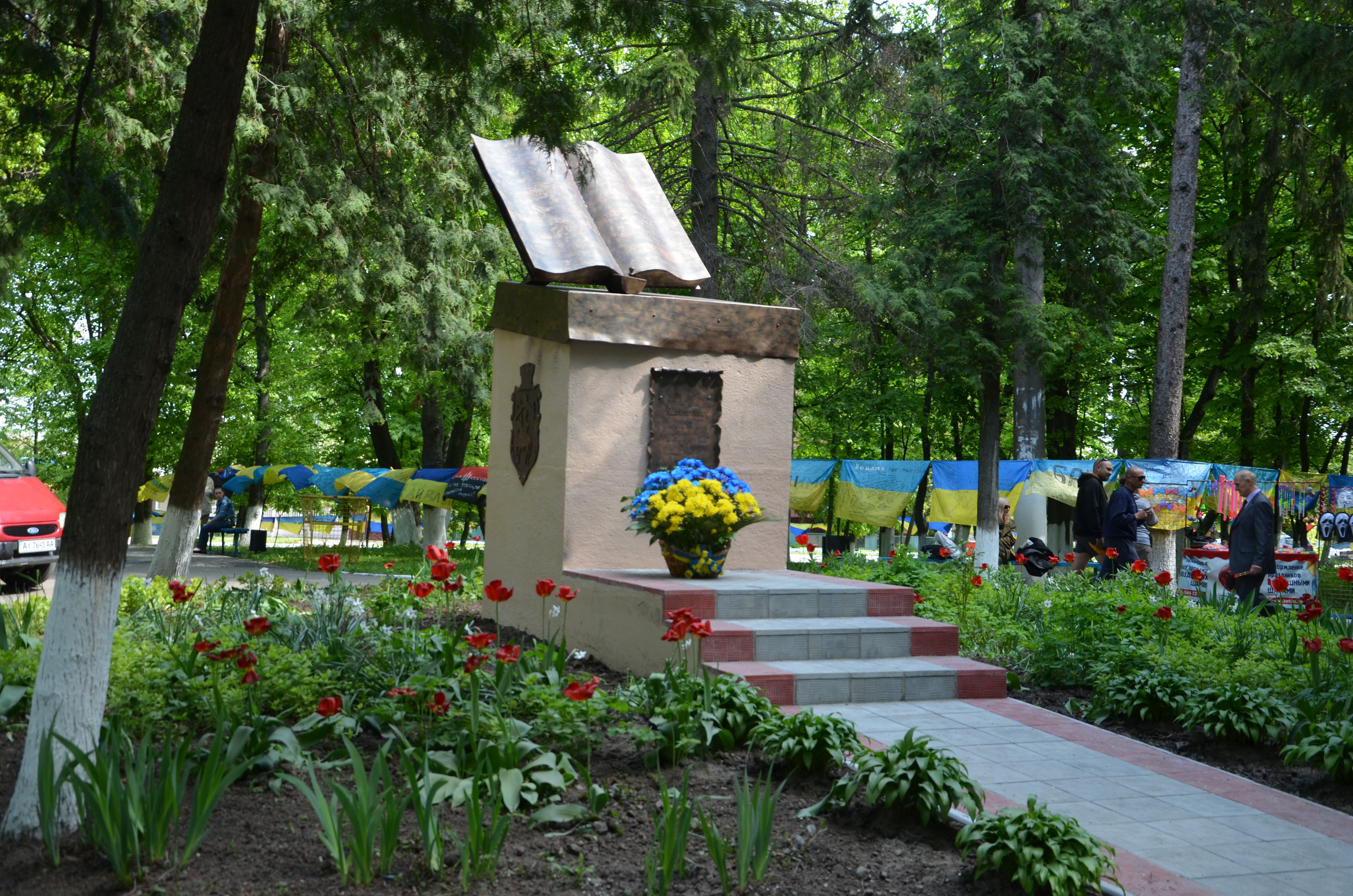
Пам'ятник Магдебурзькому праву
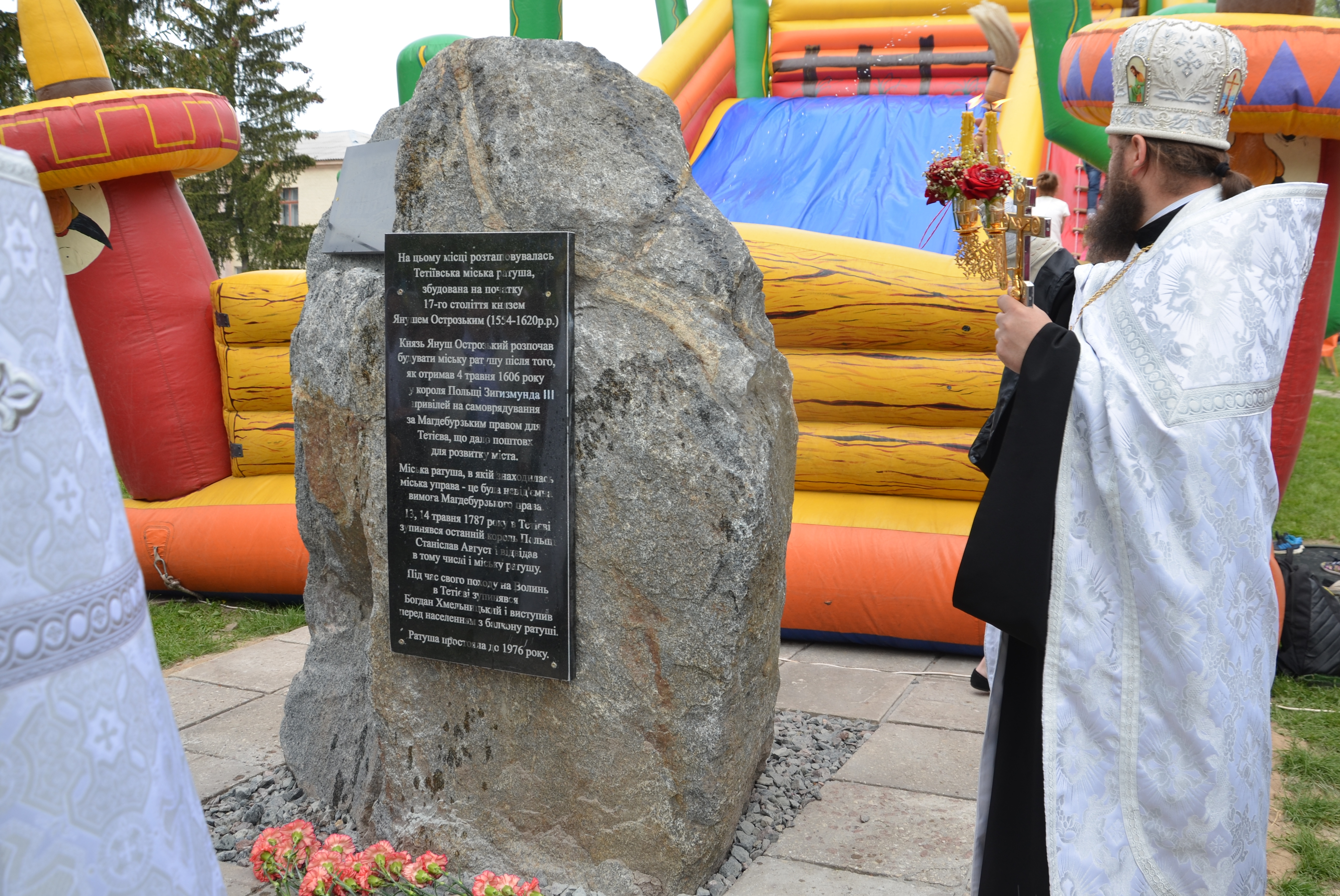
Пам'ятний знак на місці Тетіївської ратуші
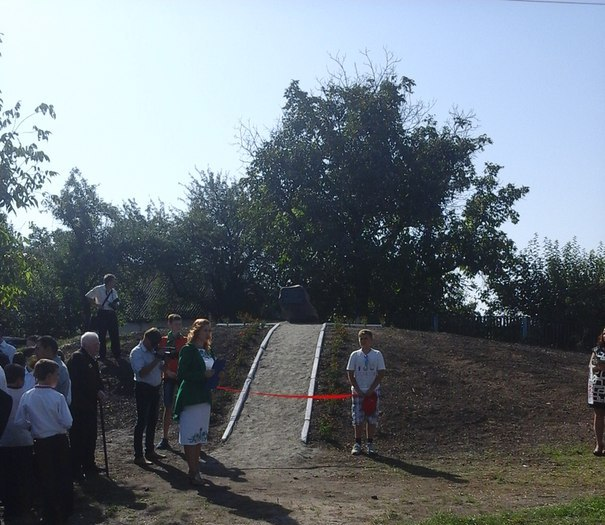
Курган "Красна могила"
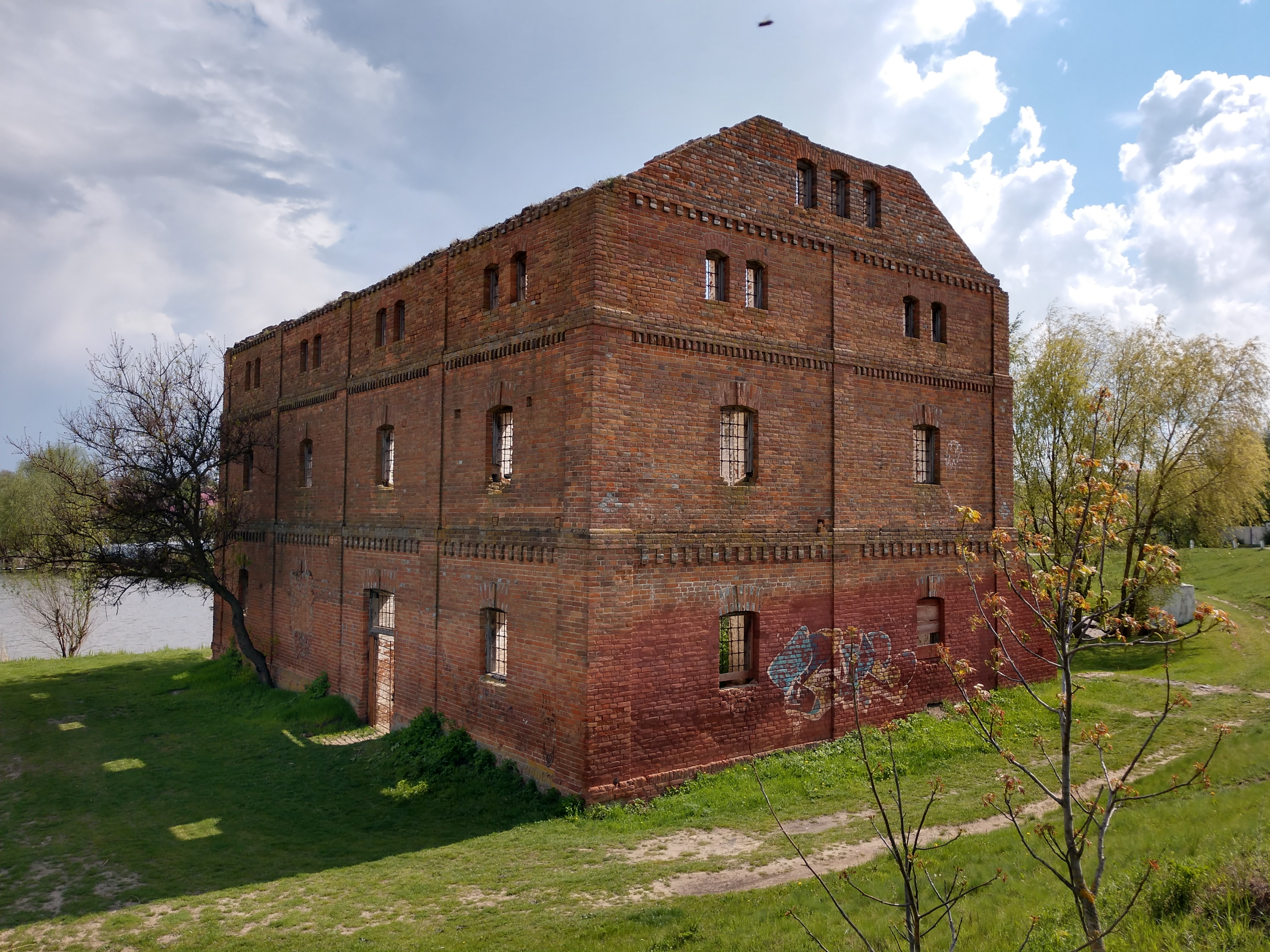
Млин "Порхун"

## Сьогодення
Поступово поліпшують благоустрій міста. Вулиці переважно асфальтовані, є нові житлові і адміністративні будівлі. Наявне централізоване водопостачання, місто газифіковане, радіофіковане, вулицями курсують маршрутні таксі.
Проте значних втрат зазнала промисловість міста. На кінець 1980-х років в місті були такі промислові об'єкти: завод «Електронмаш» (філія), завод «Символ» (був орієнтований на військову промисловість), хлібозавод, маслозавод та ін. Після розпаду Радянського Союзу місту не вдалося зберегти більшу частину промислових об'єктів, кожен з них перестав існувати протягом 1990-2000-х років.
Проте в місті за часів Незалежності з'явилася низка успішних компаній агросектору.
Велику роль відіграє торгівля. Крамниці, МАФи розміщені в різних мікрорайонах міста.
Також в місті видається газета «Тетіївська земля».
Рішенням 6 сесії 7 скликання  Тетіївської міської ради від 17 травня 2018 року № 156 -06-VII було вирішено долучитися до Ініціативи ЄС «Мери за економічне зростання», підписати угоду про членство та здійснити ряд заходів для забезпечення сталого економічного розвитку громади. Першочерговим  завданням  є розробка у співпраці з приватним сектором та громадянським  суспільством  Плану місцевого економічного розвитку Тетіївської ОТГ на період до 2020 року за участі представників всіх адміністративних одиниць, які увійшли до складу Тетіївської ОТГ, депутатів, громадських активістів, фахівців та регіональних консультантів.
22 та 23 листопада 2018 року у місті Києві проходила конференція високого рівня «Муніципалітети за сталий розвиток», організатором якої виступили одразу дві ініціативи, в яких місто Тетіїв бере участь, а саме ініціатива Європейської Комісії «Угода мерів» та ініціатива Європейського Союзу «Мери за економічне зростання».

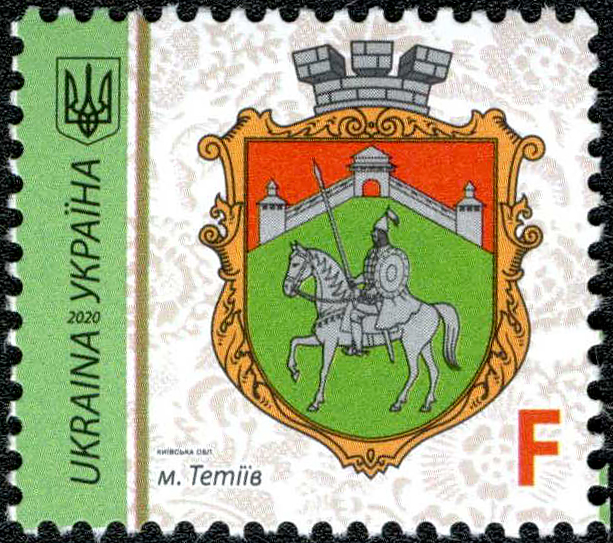
Поштова марка Укрпошти, 2020

За умовами обох ініціатив, місто-учасник повинно протягом визначеного терміну підготувати нормативні стратегічні документи у різних сферах життєдіяльності, точніше — в сфері енергоефективності та економічного розвитку. Терміни для підготовки Програми «План місцевого економічного розвитку міста Тетієва до 2020 року»  - вересень 2018 року.
Програма «План місцевого економічного розвитку міста Тетієва до 2020 року» готувалася в стислі терміни відповідною робочою групою виконавчого комітету Тетіївської міської ради.
Після експертної оцінки координаторів ініціативи «Мери за економічне зростання» в Україні «Плану місцевого економічного розвитку міста Тетієва до 2020 року», його було надано на розгляд експертам Світового банку.
У рамках вищезгаданої конференції відбулося нагородження міст-учасників ініціативи «Мери за економічне зростання» Сертифікатами відповідності за надані на розгляд Плани місцевого економічного розвитку. Місто Тетіїв отримало такий сертифікат, підтвердивши свій статус дійсного члена ініціативи Європейського Союзу «Мери за економічне зростання» та міста, чий «План місцевого економічного розвитку» пройшов позитивну оцінку та схвалення експертами Світового банку.
З 2017 року місто Тетіїв є адміністративним центром Тетіївської міської об'єднаної територіальної громади. В громаду входить 13 старостинських округів.

## Економіка
- Тетіївський цегельний завод
- Тетіївський комбінат хлібопродуктів
- Тетіївський комбікормовий завод

## Релігійні громади
- Свято-Успенська церква
- Свято-Миколаївська церква
- Євангельські християни-баптисти
- Церква адвентистів 7-го дня
- «Свідки Єгови»
- Незалежна помісна церква християнська Нового Завіту «Живе слово»
- Храм Всіх святих[5]
- Римсько – католицька  парафія Всіх Святих у Тетієві заснована була під назвою Внебовзяття (Успіння) Пресвятої Діви Марії

## Медицина
- КП "Комунальне некомерційне підприємство "Тетіївський центр первинної медико-санітарної допомоги" Тетіївської міської ради
- Тетіївська центральна районна лікарня

## Освіта
Кількість дошкільних закладів — 5
- «Калинка»
- «Оленка»
- «Сонечко»
- «Берізка»
- «Веселка»

Кількість загальноосвітніх шкіл — 4
- Комунальний заклад "Тетіївський заклад загальної середньої освіти школа І-ІІІ ступенів №1" Тетіївської міської ради Київської області
- Тетіївський ліцей №2 Тетіївської міської ради Київської області
- Комунальний заклад "Тетіївський освітній центр - опорний заклад загальної середньої освіти І-ІІІ ступенів №3" Тетіївської міської ради Київської області
- Комунальний заклад "Тетіївський навчально-виховний комплекс "Гімназія - загальноосвітня школа І-ІІІ ступенів" Тетіївської міської ради Київської області
- Центр позашкільної освіти виконавчого комітету Тетіївської міської ради Київської області
- "Інклюзивно-ресурсний центр" Тетіївської міської ради Київської області

## Заклади культури та спорту
- Будинок культури Тетіївської ОТГ
- Тетіївський міський будинок культури
- Тетіївська централізована бібліотечна система
- Тетіївська дитяча музична школа
- Історико-краєзнавчий музей
- Тетіївська районна громадська організація  Дитячо-юнацька спортивна школа «КОЛОСОК»
- Стадіон «Колос»

## Громадські організації
- ГО клуб НеМО «Дивосил»
- ГО футбольний клуб «Тетій»
- ГО «Спортивний клуб Тетіїв»
- ГО Тетіївське міське відділення Всеукраїнського об'єднання ветеранів
- ГО Творче об'єднання «Край»
- ГО «Єдина громада — єдина мета»
- ГО «Нектар»
- Учнівське самоврядування «РОСТ» (Республіка органів самоврядування Тетіївщини)

## Пам'ятки та екскурсійні місця
- Історико-краєзнавчий музей
- Обеліск слави
- Курган «Красна могила»
- Курган на Плоханівському кладовищі
- Млин «Порхун» (кінець XIX ст.) на Порхуновій греблі
- Маєток Марії Морочинської
- Ліс Мазепинці
- Ліс Чагарі
- Червоне провалля
- Бики
- Ландшафтний заказник місцевого значення «Лебединий»
- Острів закоханих
- Фонтан "Зоя"
- Дитячий майданчик "Фортеця" в міському парку
- Парк "Казковий"
- Парк "Центральний"
- Пам'ятник на честь 410-ї річниці отримання Тетієвом привілею на самоврядування за Магдебурзьким правом
- Пам'ятний знак на місці Тетіївської ратуші
- Пам'ятник Юрію Переможцю
- Пам'ятник Андрію Первозванному
- Пам'ятник Княгині Ользі
- Скульптура "Покрова Божої матері"
- Свято-успенська церква
- Храм всіх святих
- Каплиця Свейковських та залишки Костелу Успіння Пресвятої Діви Марії
- Пам'ятник Тарасу Шевченку
- Пам'ятний знак Героям Чорнобиля
- Пам'ятник жертвам Голодомору 1932—1933 років
- Пам'ятник страченим учасникам Коліївщини
- Пам'ятник поламаній лавочці
- Мистецькі лавочки
- "Стіна плачу" - меморіал жертвам єврейських погромів 1919-1920 рр.

## Відомі люди
- Недашківська Наталія Валеріївна (* 1987) — українська біатлоністка, чемпіонка юнацьких спортивних ігор, майстер спорту з біатлону.

### Народилися
- Байраківський Анатолій Іванович (* 1935) — український науковець, кандидат історичних наук, професор.
- Білеуш Домна МиколаЇвна — Заслужений вчитель України, засновник музею Історії м. Тетіїв.
- Борсук Микола Олександрович (* 1947) — український політик
- Бура Ольга Анатоліївна — українська телеведуча та модель. Після її смерті в 2004 році вона була похована на місцевому кладовищі.
- Гірш Турій — керівник єврейської самооборони Тетієва 1919—1920 років
- Григорій Кирилюк — письменник
- Гуменюк Віктор Олександрович (1990—2015) — старший солдат Збройних сил України, учасник російсько-української війни.
- Давид Фішман — професор-фізик, Герой Соціалістичної Праці, лауреат Ленінської і Державної премій Радянського Союзу
- Дудун Тетяна Володимирівна (1967) — український географ-картограф, кандидат географічних наук, доцент географічного факультету Київського національного університету імені Тараса Шевченка.
- Зима (Буженецька) Галина Іванівна (1944) — український вчений-економіст, кандидат економічних наук, професор Полтавського університету економіки торгівлі імені Михайла Туган-Барановського.
- Костецький Борис Іванович — український вчений в галузі якості поверхні металів, надійності й довговічності машин.
- Марценюк Юрій Григорович (1960—2014) — солдат Збройних сил України, учасник російсько-української війни.
- Рогаль Віталій Сергійович — народний художник Росії.
- Яаков Орланд (יעקב אורלנד) (1914—2002) — ізраїльський поет, перекладач, драматург
- Теслюк Георгій Михайлович (1979—2016) — лікар волонтер, учасник російсько-української війни[6]
- Сухацький Леонід Андрійович (1969—2015) — старший сержант Збройних сил України, учасник російсько-української війни.

## Ролики та фільми про місто
1. 2 травня 2016 року в 502-у річницю з Дня заснування міста Тетієва та в 410-у річницю з Дня надання місту Магдебурзького права був присвячений фільм — «Тетіїв Туристичний або мальовничі місця Тетієва», автор якого Валерій Гриша
2. Промо-ролик міста Тетієва — «Моя маленька Європа». Слова автора ролика Валерія Гриші: «Відродження маленьких містечок — це відродження України, а це в свою чергу і є шлях в Європу. На мою думку, у нас в Україні все набагато краще: і природа, і краєвиди, і архітектурні пам'ятки. І про це все потрібно розповідати, показувати, фотографувати і знімати».

## Місцеві святкування

### День міста Тетієва
Із 2016 року святкування Дня міста було перенесено на першу декаду травня, коли Тетіїв отримав самоврядування за Магдебурзьким правом, а саме 4 травня 1606 року за проханням князя Януша Острозького.

## Міста-партнери
- Чортків — з 2013 року
- Славутич — з 15 липня 2017 року
- Жори — з 22 квітня 2015 року

## Галерея

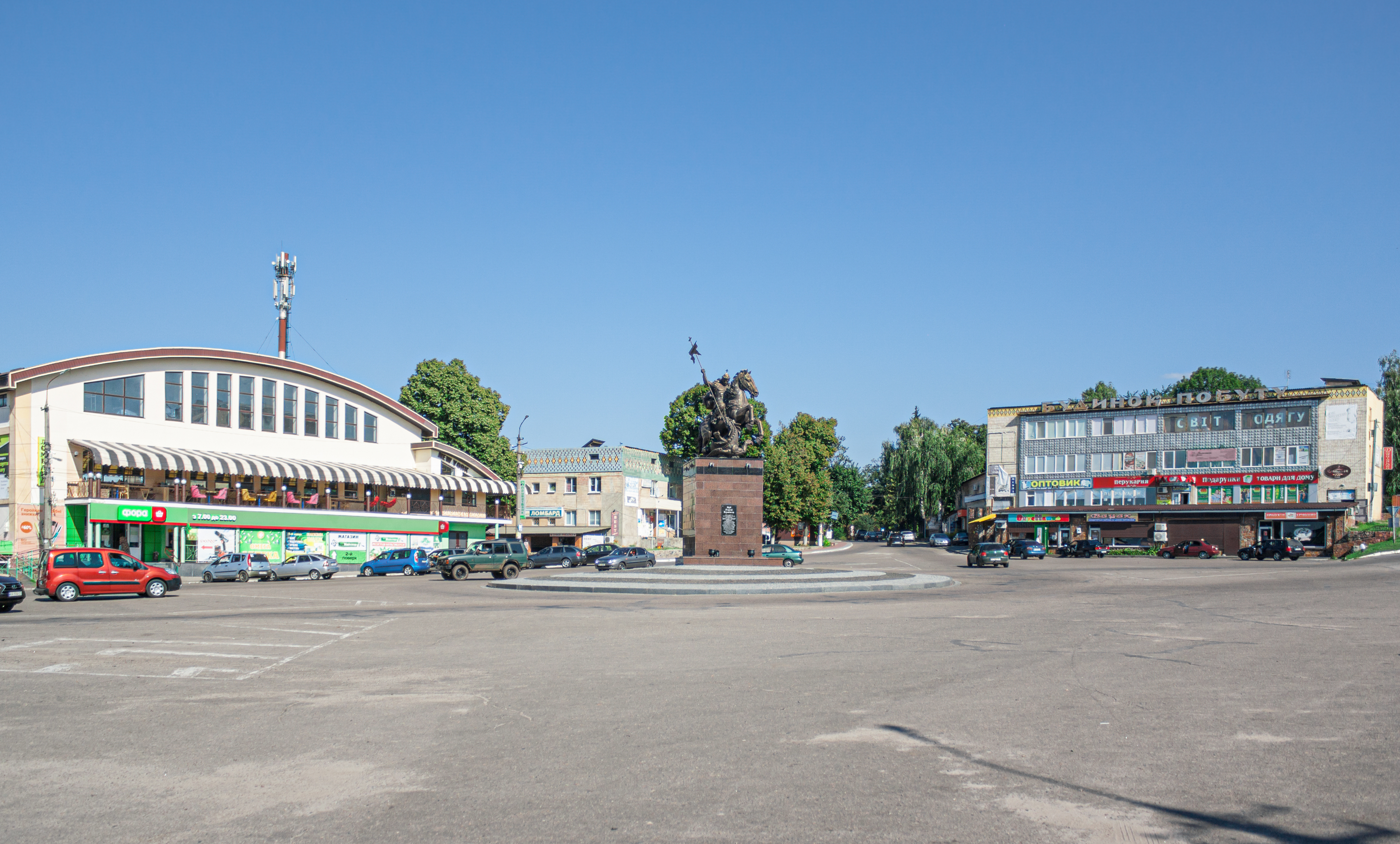
Площа Героїв Майдану
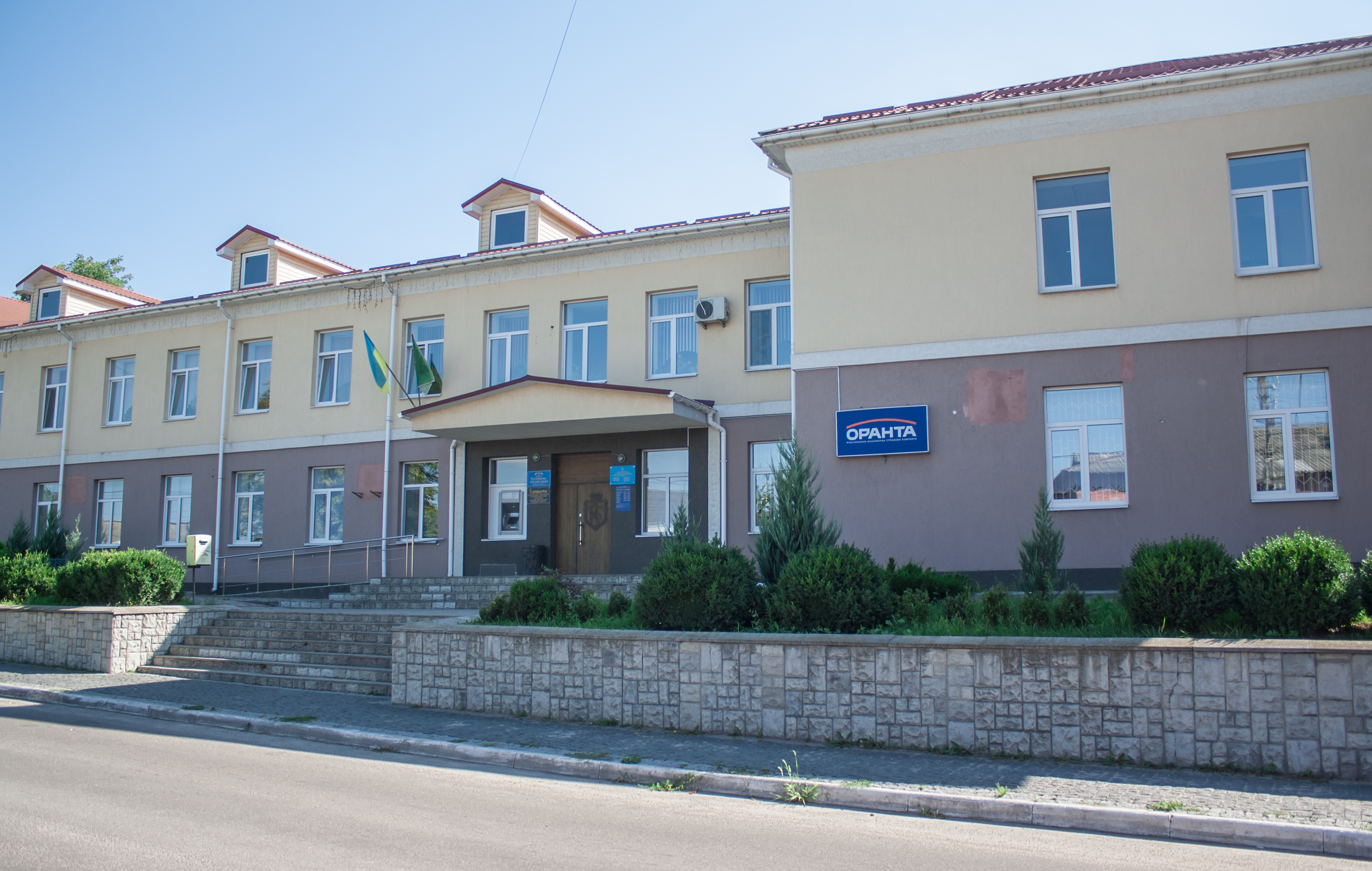
Міська рада
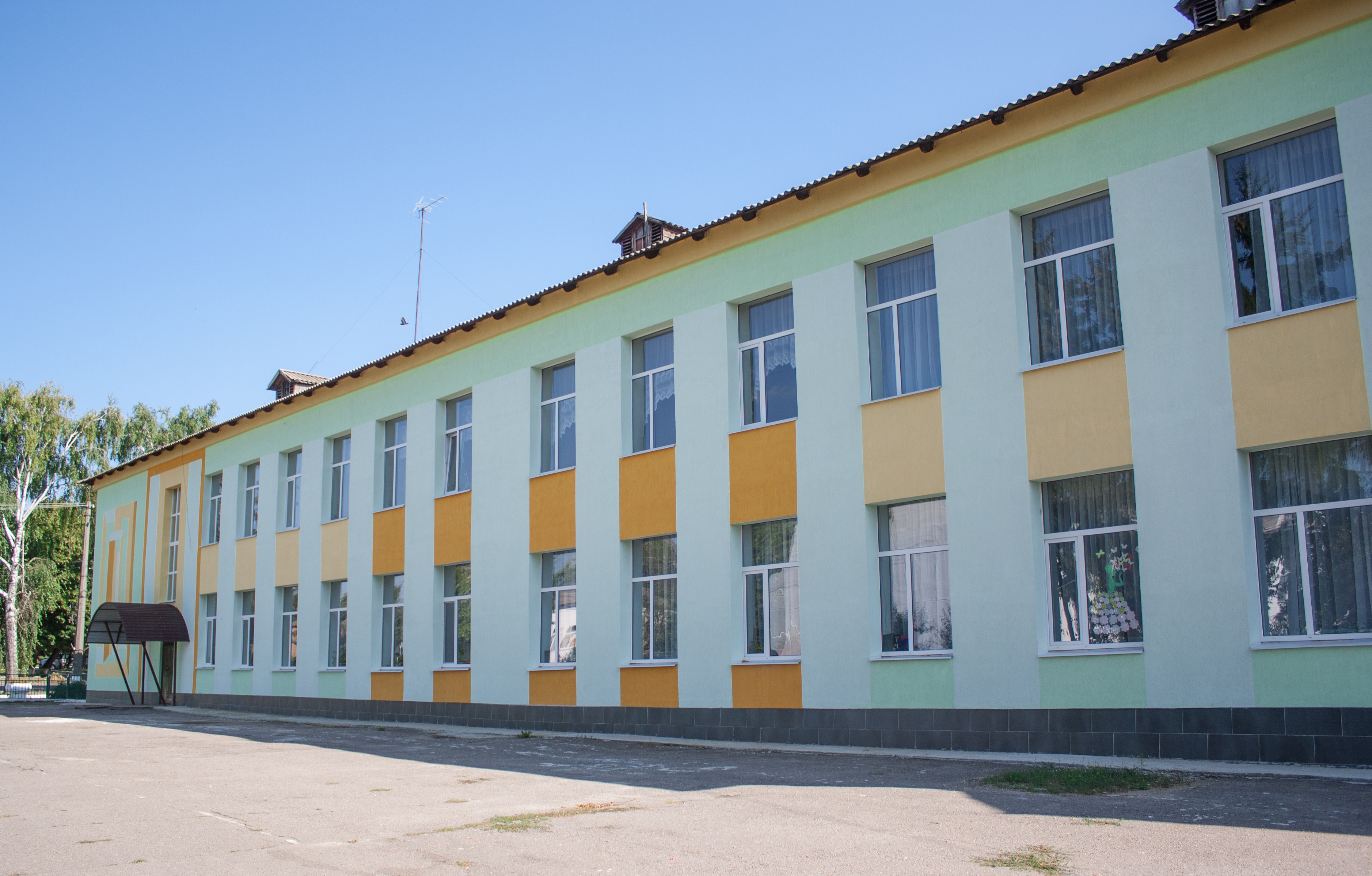
Ліцей
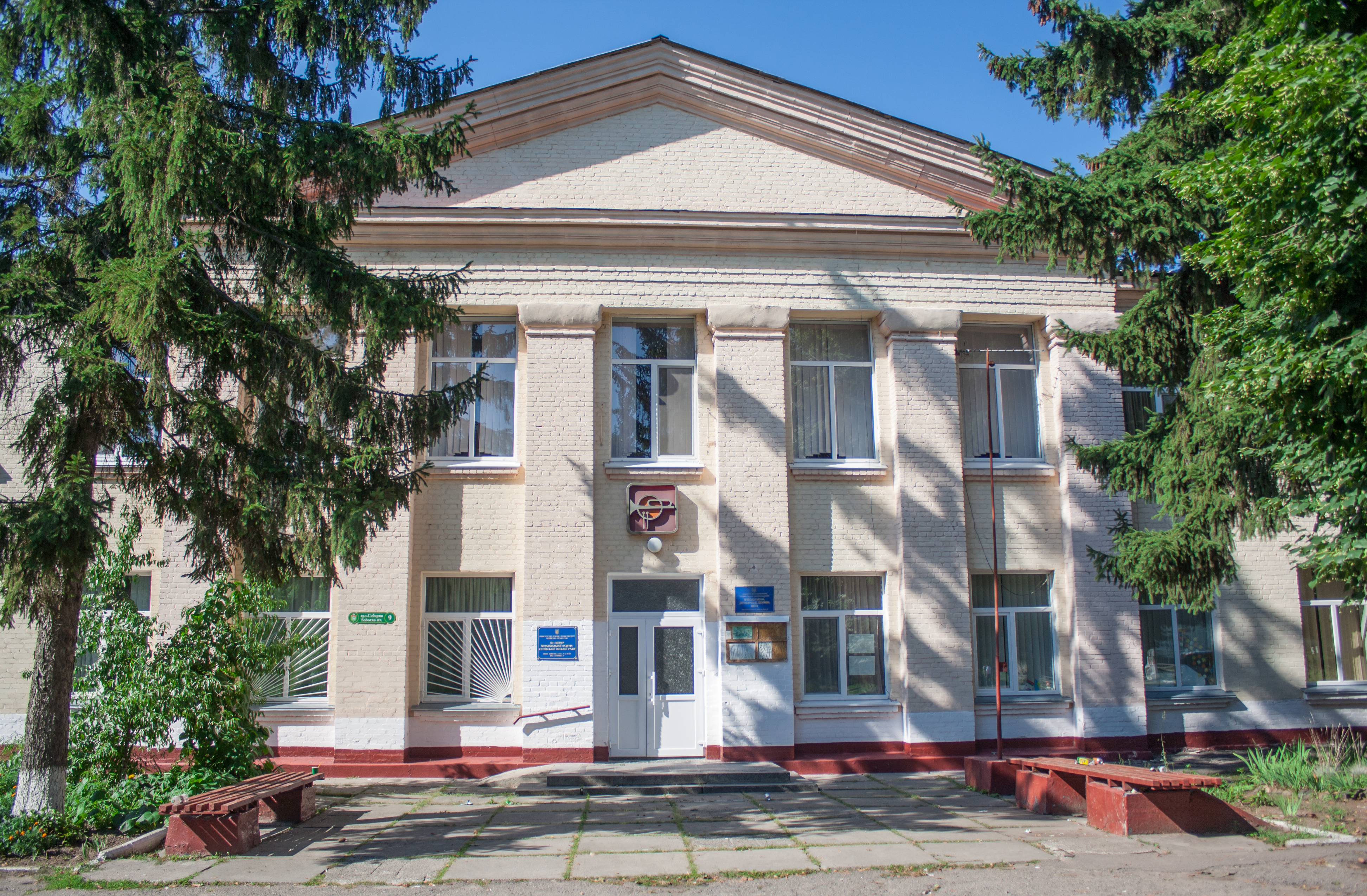
Центр позашкільної освіти та ДЮСШ
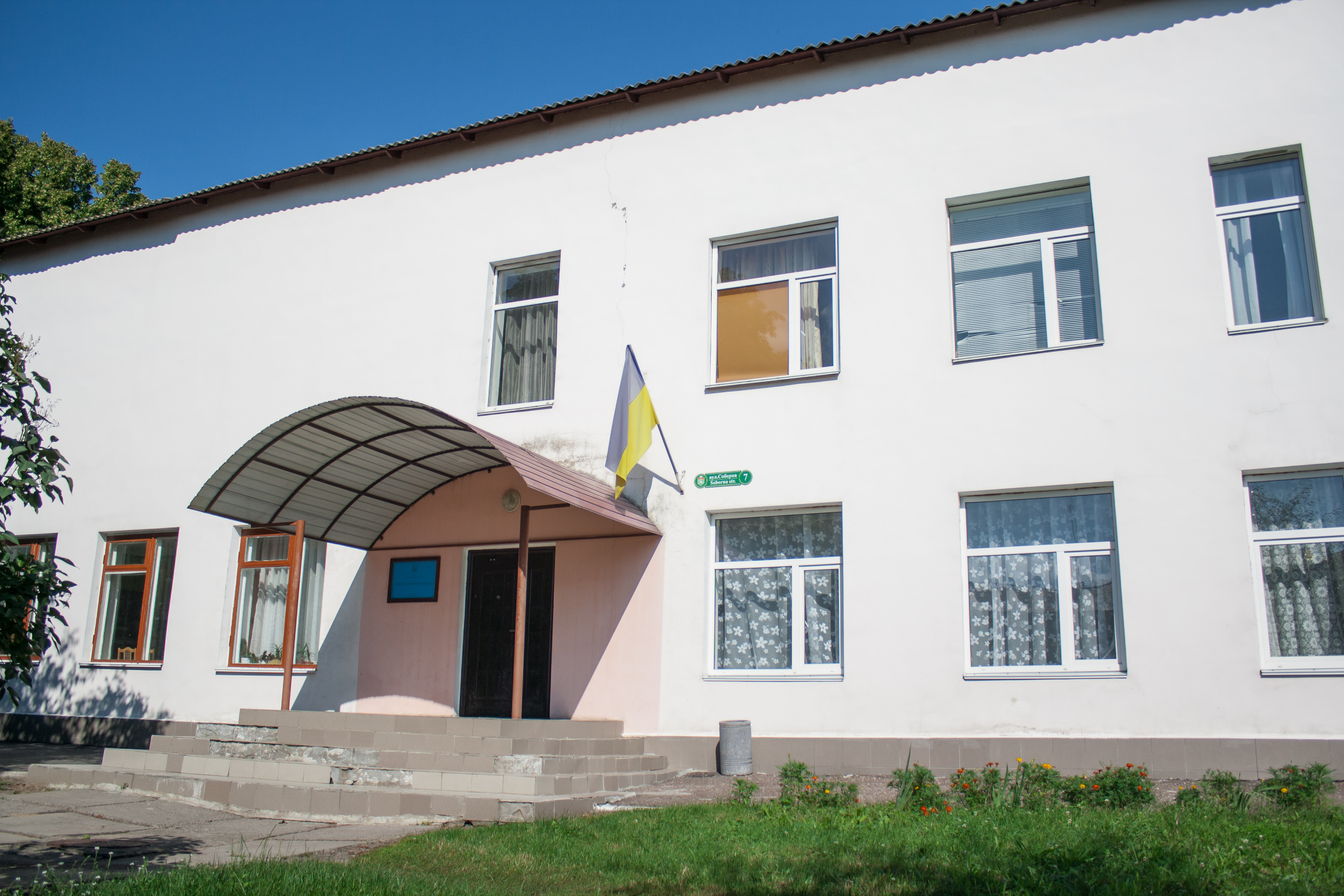
Дитяча музична школа
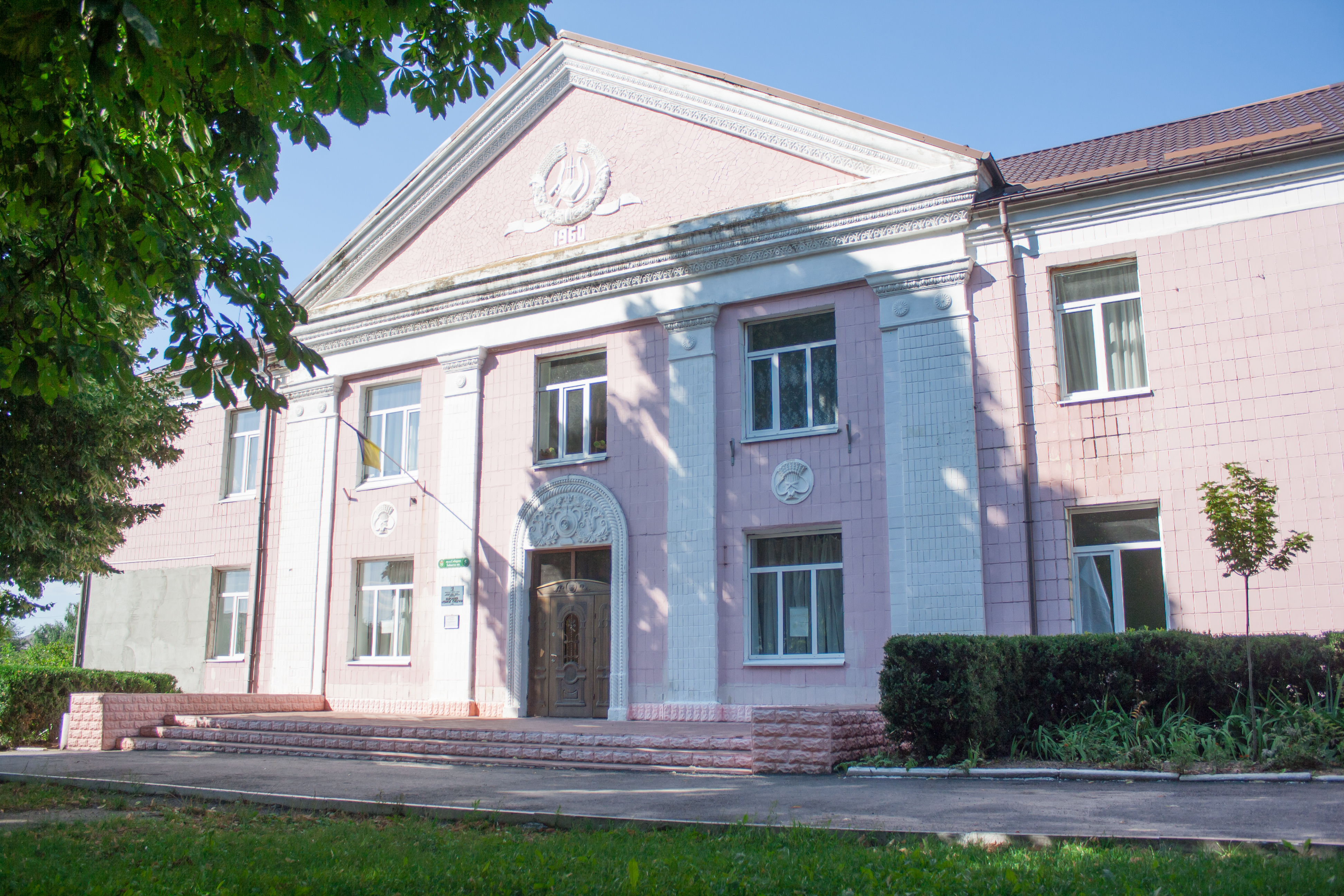
Районний будинок культури
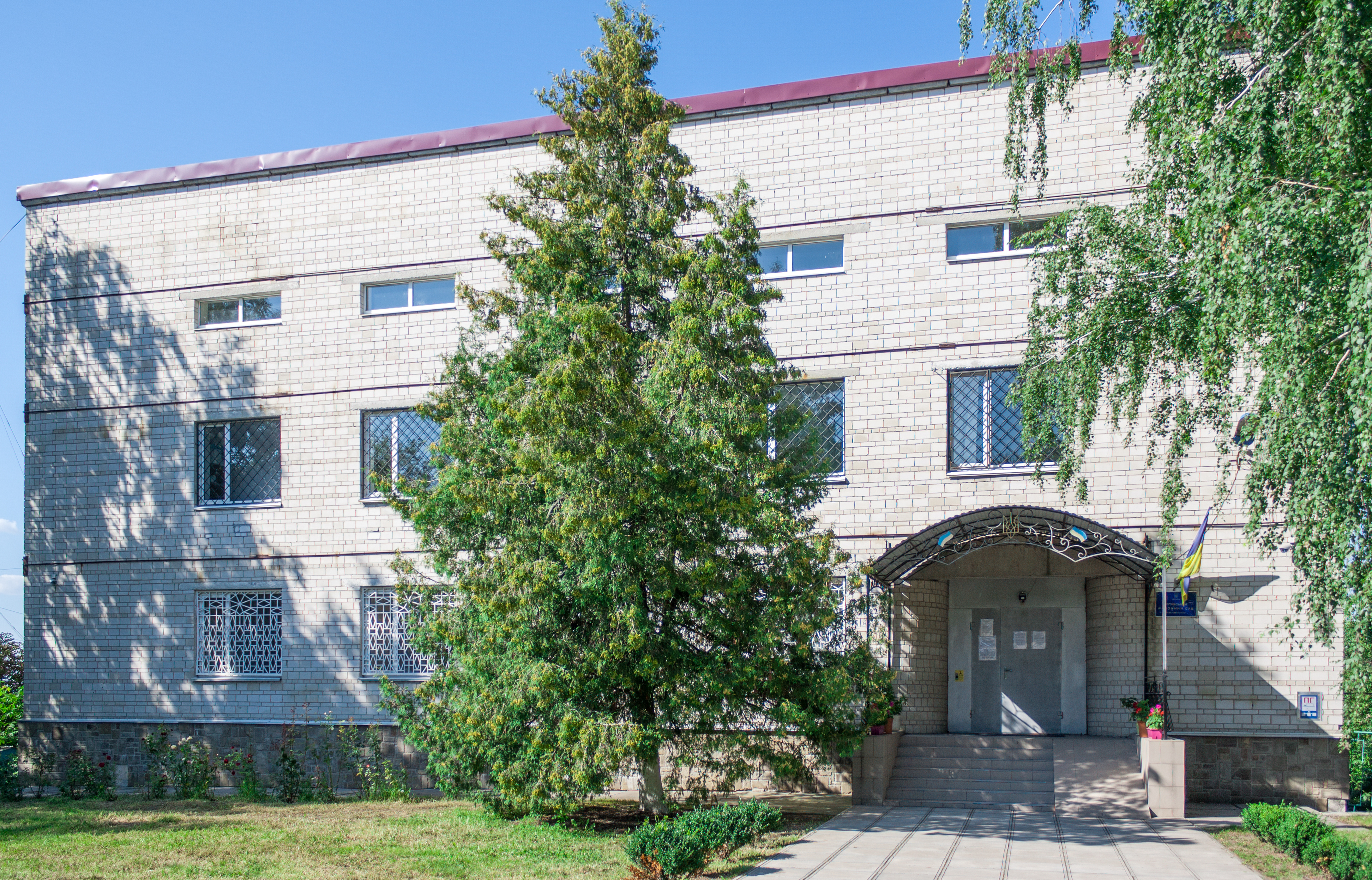
Районний суд
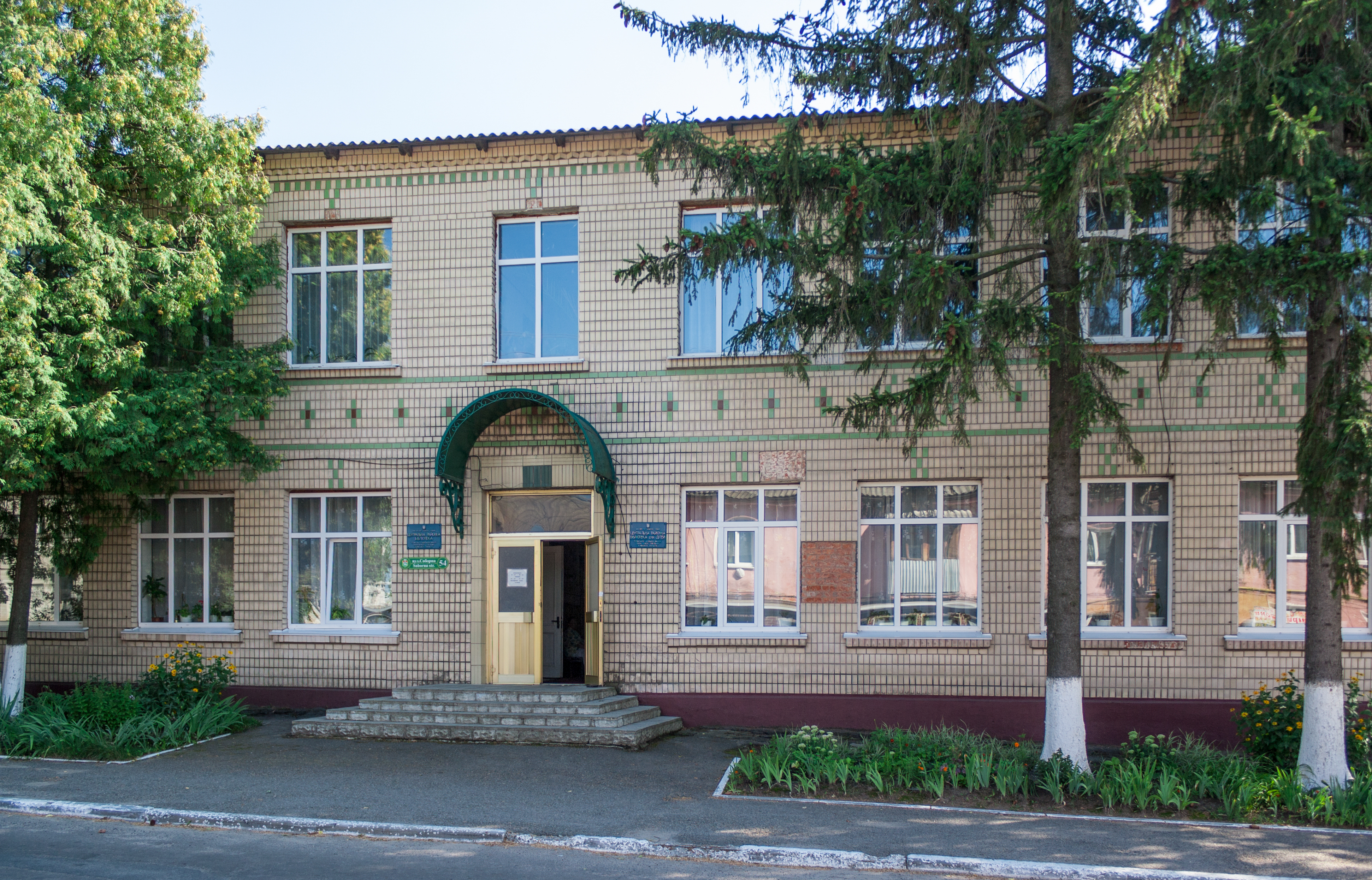
Районна бібліотека
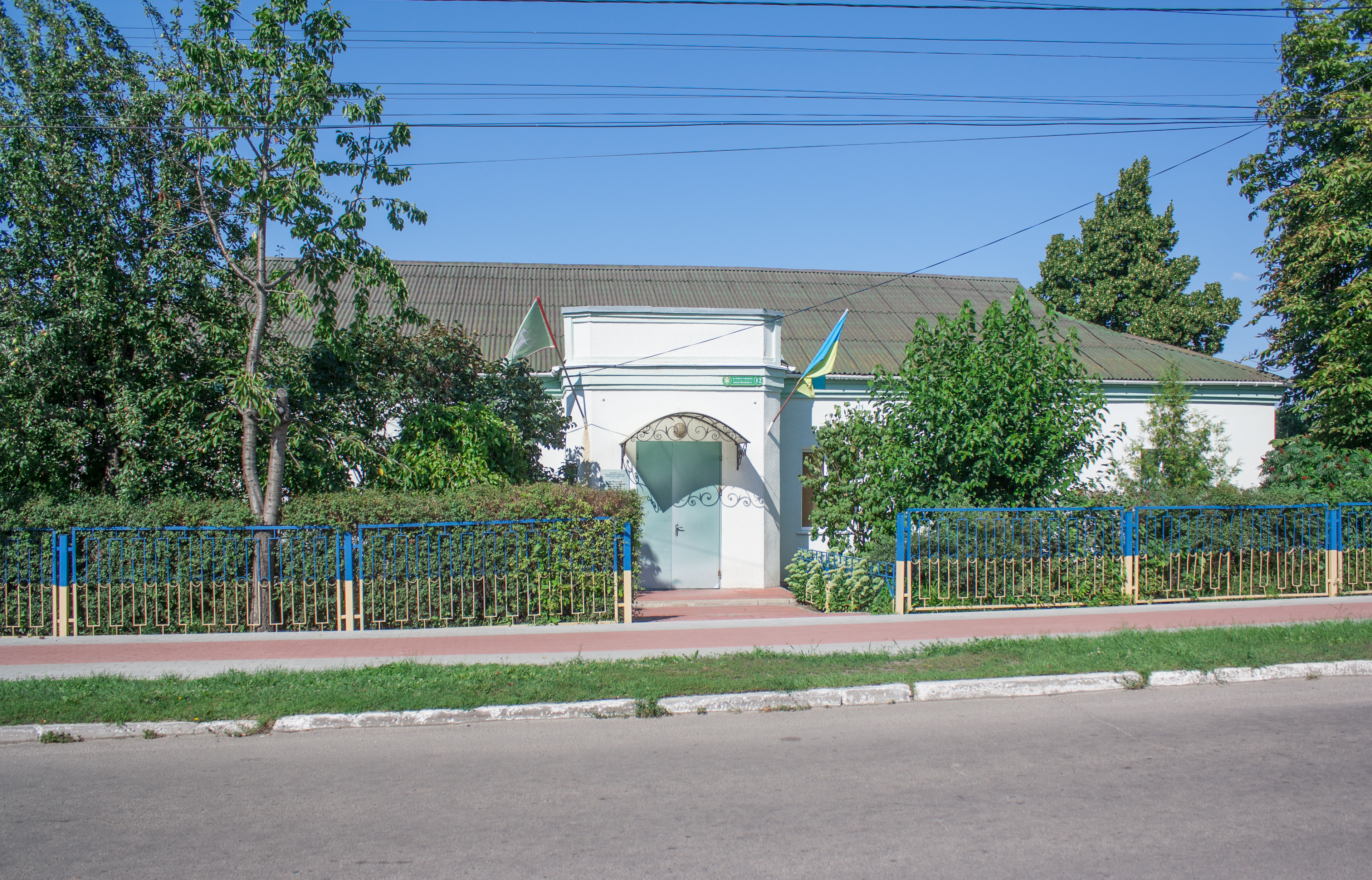
Історико-краєзнавчий музей
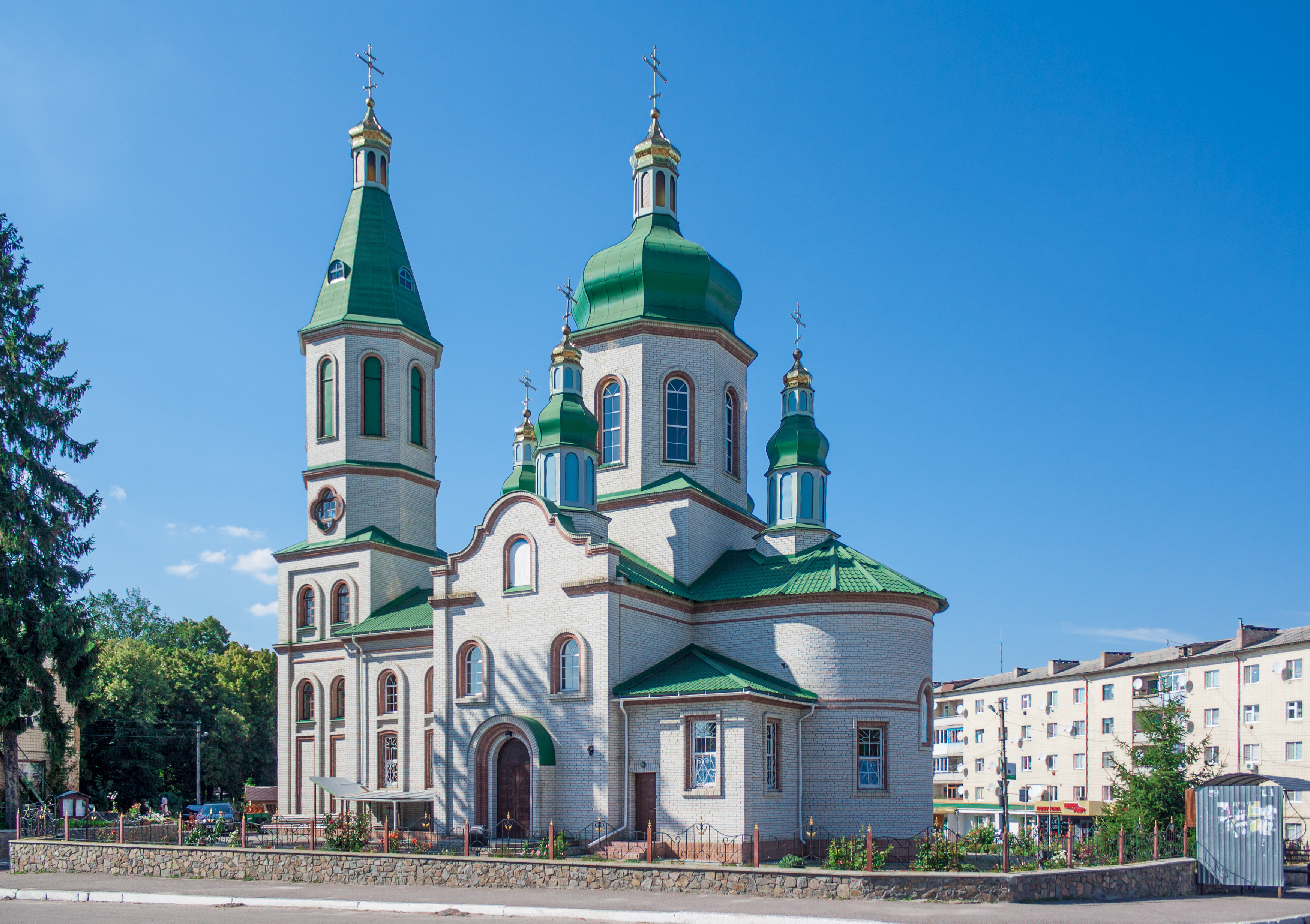
Свято-Успенський храм
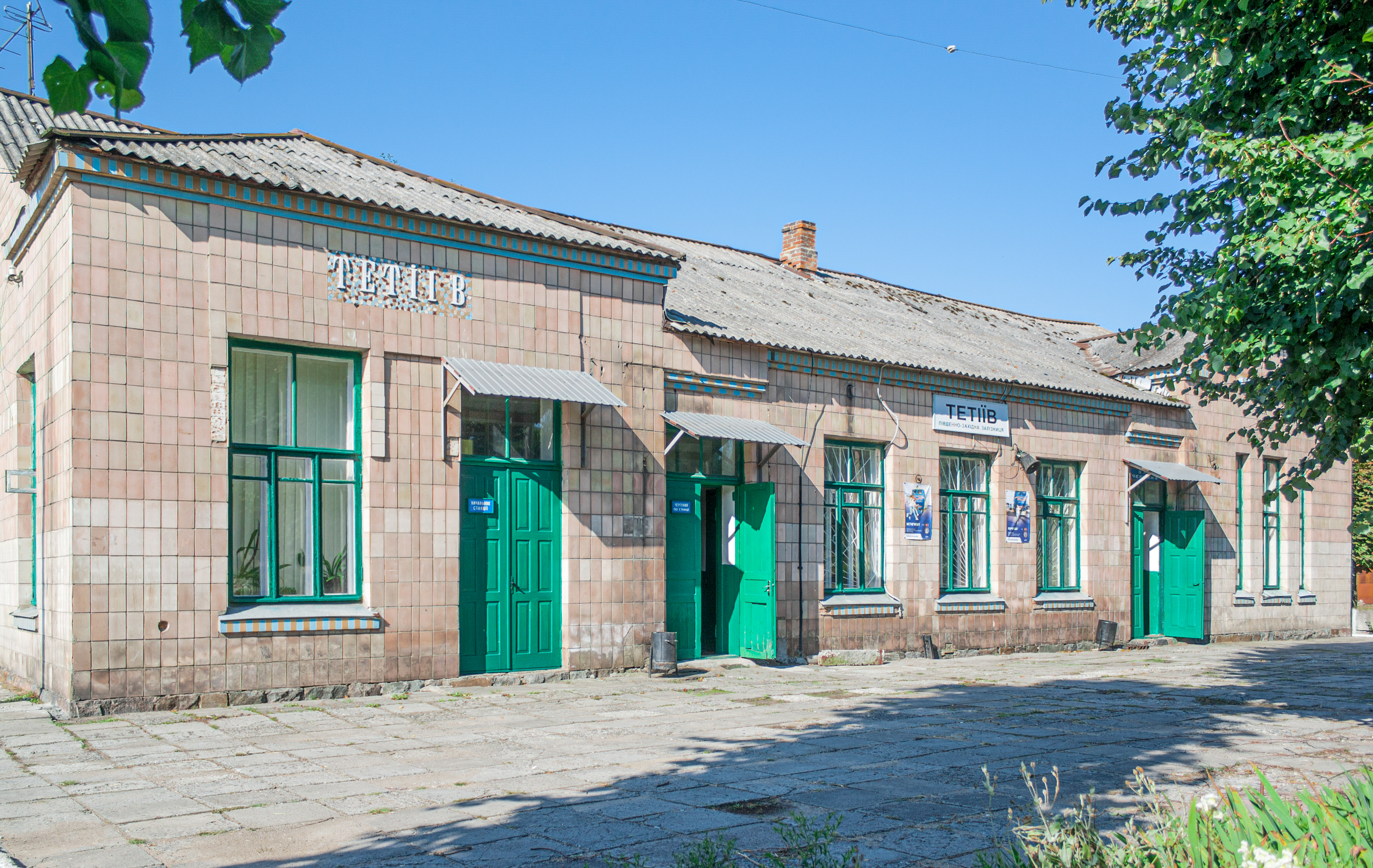
Залізнична станція Тетіїв
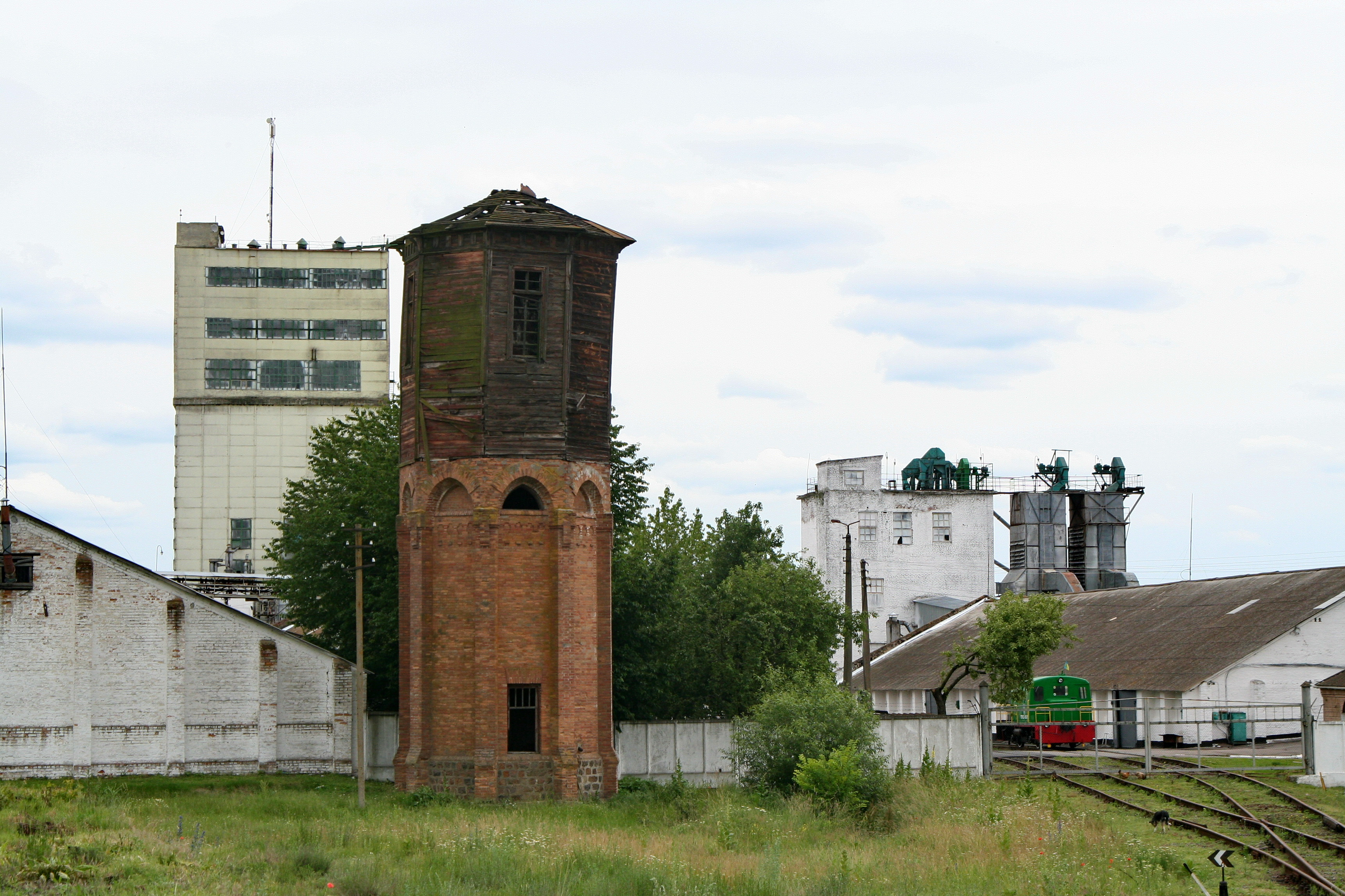
Водонапірна башта
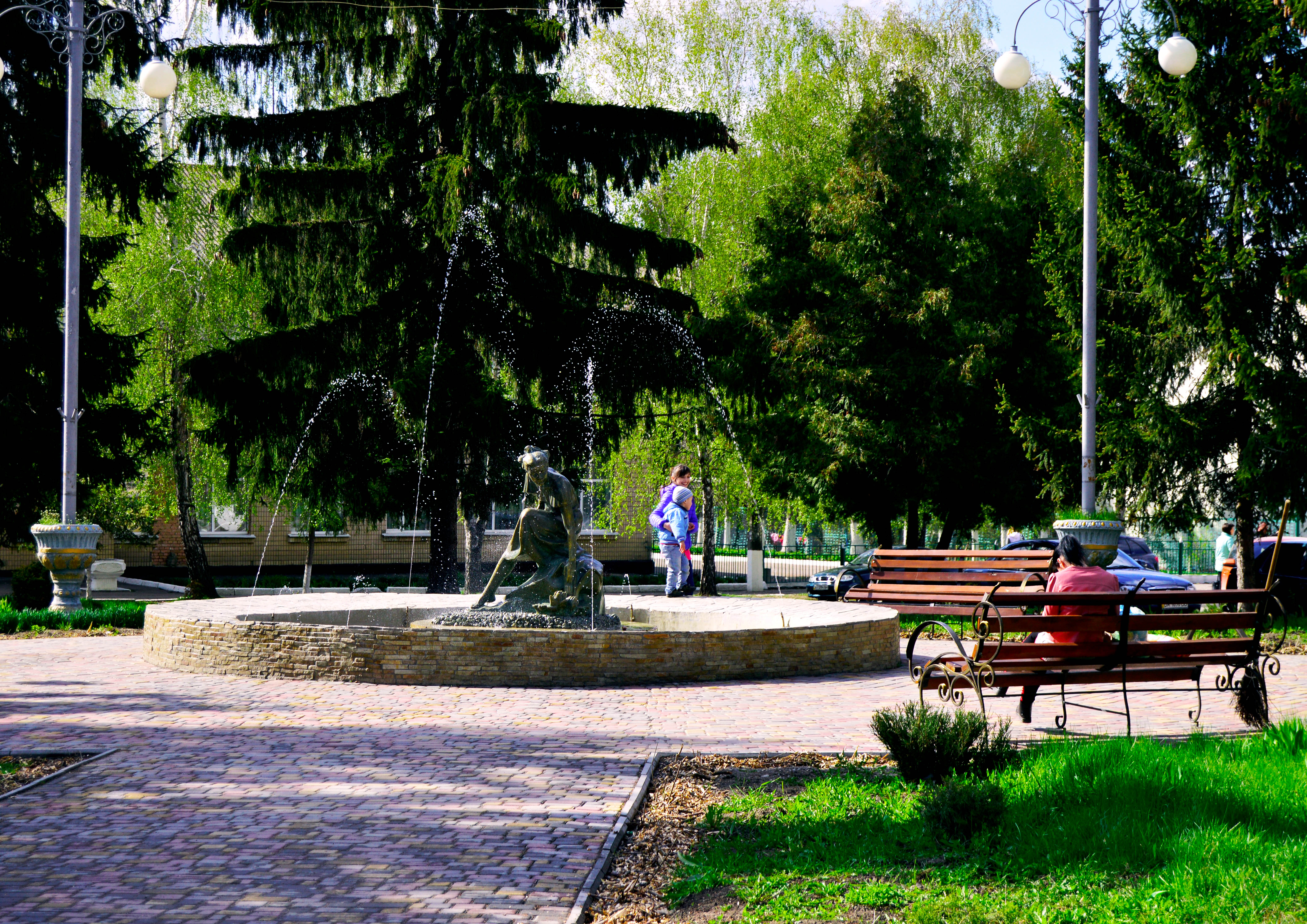
Фонтан «Зоя»

## Виноски
1. ↑  Архівована копія (PDF). Архів оригіналу (PDF) за 4 липня 2022. Процитовано 10 серпня 2022.{{cite web}}:  Обслуговування CS1: Сторінки з текстом «archived copy» як значення параметру title (посилання) [Архівовано 2022-07-04 у Wayback Machine.]
2. ↑  Архівована копія (PDF). Архів оригіналу (PDF) за 4 липня 2022. Процитовано 10 серпня 2022.{{cite web}}:  Обслуговування CS1: Сторінки з текстом «archived copy» як значення параметру title (посилання) [Архівовано 2022-07-04 у Wayback Machine.]
3. ↑  Національний склад міст України за переписом 2001 року — datatowel.in.ua
4. ↑  Рідні мови в об'єднаних територіальних громадах України — Український центр суспільних даних
5. ↑  Освячення куполів і хрестів на новозбудований храм у Тетієві на Київщині. www.cerkva.info. УПЦ КП. 7 травня 2018. Процитовано 7 травня 2018.
6. ↑  Український Меморіал